# Fremmedsprog
Fremmedsprog er et sprog, som tales i et fremmed land og som man har tillært sig efter sit modersmål. Det særlige er således at man har lært sproget i et andet miljø end hvor det normalt tales. Formålet med at lære fremmedsprog er ikke nødvendigvis at kunne begå sig i det samfund, hvor sproget tales, men kan være med henblik på senere brug ved videreuddannelse, erhverv og rejser. 
Et sprog, som en person har lært sig efter sit modersmål i et miljø, hvor sproget tales, f.eks. ved indvandring eller i et flersproget samfund, klassificeres som andetsprog. En person, der f.eks. har dansk som modersmål (dvs. forældrene taler dansk i hjemmet) anses for at have tysk som andetsprog, hvis vedkommende er vokset op i et tysk miljø f.eks. i Sønderjylland, Tyskland eller Østrig. Men har vedkommende lært tysk i skolen i Danmark, betragtes det som et fremmedsprog. 
Engelsk er i disse år ved at udvikle sig fra fremmedsprog til andetsprog i såvel Danmark som mange andre vestlige lande,[kilde mangler] fordi sproget anvendes bredt i samfundet og ikke kun i kommunikationen med mennesker fra andre lande.